# Liste des seigneurs de Rostrenen
Rostrenen s'est trouvé être un carrefour gallo-romain avec Vorgium d'où partaient les deux principales artères romaines : celle qui conduisait à Condate et celle qui allait à Aleth ainsi qu'une autre voie en direction de Vannes.
La famille de Rostrenen édifia au VIIe siècle un modeste château en bois sur la paroisse de Moëlou sur la pente d'un coteau près d'un étang (à l'emplacement actuel de la mairie).
Remplacé au XIe siècle par un donjon entouré de hautes murailles baignées par un étang, le château devient le siège d'une puissante baronnie, s'étendant sur quatre paroisses jusqu'à la Révolution, relevant de la vicomté de Poher et de la sénéchaussée de Carhaix. La seigneurie avait juridictions sur les paroisses actuelles de Glomel, Kergrist-Moëlou, Maël-Carhaix, Paulé, et en partie sur les paroisses de Plévin, de Plouguernével, de Plounévez-Quintin, de Rostrenen et de Maël-Pestivien.

## Seigneurs de Rostrenen

### Famille de Rostrenen

Armes de la Famille de Rostrenen : D'hermine à trois fasces de gueules.

- Riwallon Ier de Rostrenen (vers 1050 † après 1068), seigneur de Rostrenen, sénéchal de Bretagne en 1068,

- Derrien de Rostrenen ( † après 1100), seigneur de Rostrenen, fils du précédent,

- Pierre Ier de Rostrenen ( † après 1135), seigneur de Rostrenen, fils du précédent,

- Rivallon ou Riwallon II de Rostrenen, seigneur de Rostrenen, fils du précédent,

- Pierre II de Rostrenen (vers 1180 † après 1200), seigneur de Rostrenen, fils du précédent,

- Pierre III de Rostrenen (vers 1210 † après 1252), seigneur de Rostrenen, il prit part en 1237 à la révolte d'Olivier de Lanvaux et de Pierre de Craon contre le duc Jean Ier, fils du précédent,

- Pierre IV de Rostrenen (vers 1245 † 11 mars 1307 - Guingamp), seigneur de Rostrenen, Crec'h-Moëllou et Kerien en Glomel, qui reconnut en 1294 devoir au duc deux chevaliers d'ost, prenant l'engagement de suivre l'Ost du duc en Gascogne, il figure aussi dans la vie de Saint Yves comme protagoniste du miracle de la forêt de Rostrenen, fils du précédent,

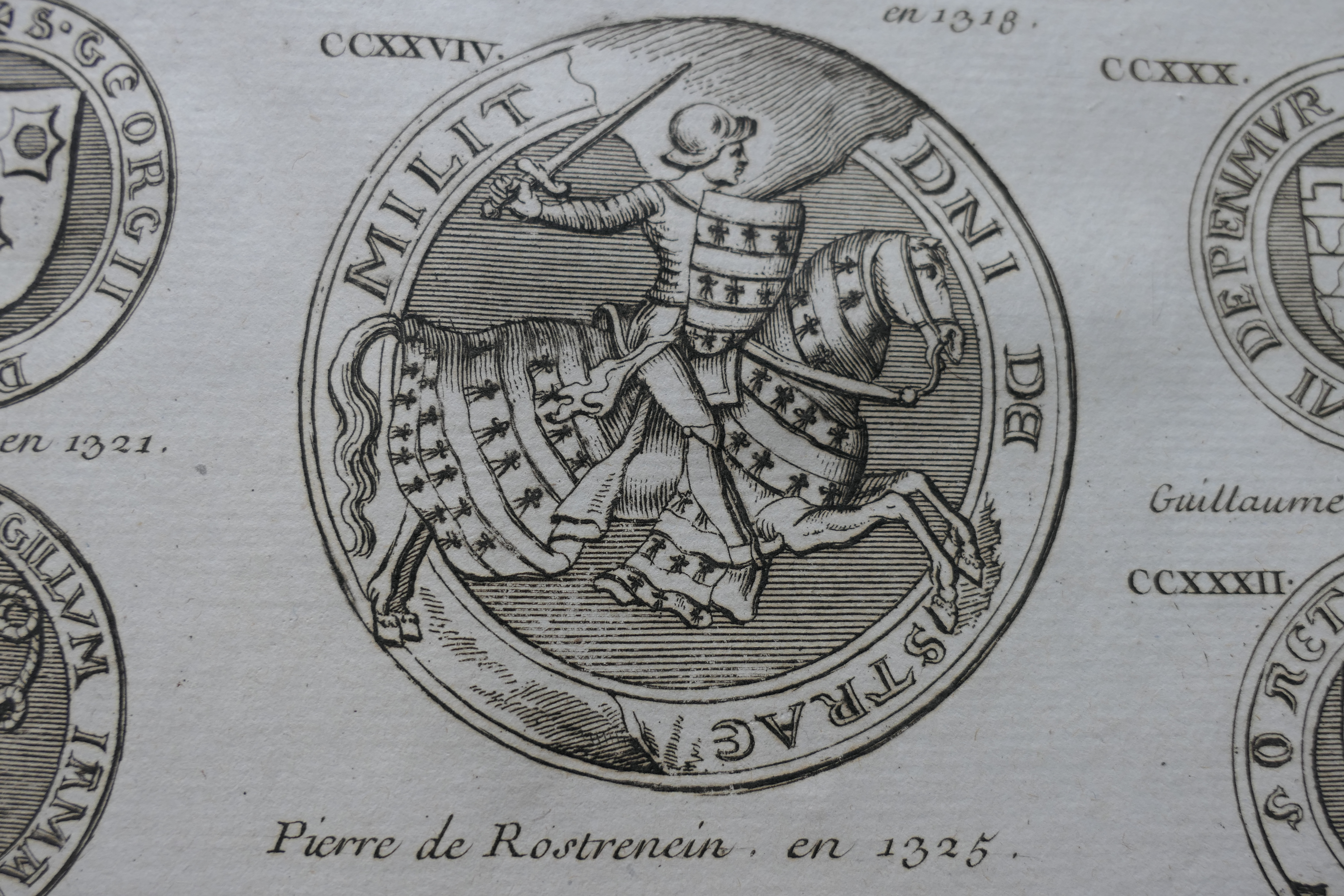
Sceau de Pierre V.

- Pierre V de Rostrenen (vers 1270 † 20 juin 1347 - Bataille de La Roche-Derrien), seigneur de Rostrenen, il prit une part active lors de la guerre de Succession de Bretagne, commandant une partie de l'armée de Charles de Blois (qu'il hébergea en son château de Rostrenen lorsque le prétendant se rendait à Carhaix) dans la première période de la guerre. Il assista au siège de Rennes, à celui d'Hennebont et prit part à la reddition d'Auray. Il périt à la bataille de La Roche-Derrien, fils du précédent,

- Pierre VI de Rostrenen (vers 1320 † après le 2 septembre 1419), seigneur de Rostrenen, comme son père, il embrassa en 1341 la cause de Charles de Blois, il ratifia en 1352 l'ambassade envoyée en Angleterre. On le trouve comme chevalier banneret, au premier poste dans l'armée de Bertrand Du Guesclin, dont il fut l'un des plus fidèles aides, il sera présent lorsque ce dernier reçut l'épée de connétable de France le 2 octobre 1370. Valeureux chevalier, il combat à la bataille de Chizé le 21 mars 1373, au siège de La Rochelle le 15 août 1372 et au siège de Brest en 1373. Banneret dans la revue de Clisson à la bastide de Saint-Goueznou, le 1er mai 1379, il suivra le Connétable de Clisson jusqu'en 1380, fils du précédent,

- Pierre VII de Rostrenen (1370 † 2 septembre 1419), seigneur de Rostrenen, fils du précédent,

- Pierre VIII de Rostrenen (vers 1400 † après le 21 août 1440 - Paris), seigneur de Rostrenen et de La Roche-Helgomarc'h, chevalier banneret, capitaine de Pontorson, puis fait prisonnier par les Anglais en 1426 près d'Avranches, le duc aidera à payer la rançon en 1429, puis le choisira pour porter la dague qu'il adresse à La Pucelle. Il se distinguera à la Bataille de Patay, capitaine de Compiègne, il défendra victorieusement une porte de Paris en 1438, le duc le fera capitaine de Touffou. Prit part en 1420 à la ligue contre les Penthièvre, il accompagne le 6 octobre 1424 le Comte de Richmond rejoindre le Roi à Angers, fils du précédent,

- Marguerite, héritière de Rostrenen, de Coëtfao, du Ponthou et de Keroberan, fille du précédent,
mariée en 1440 à Jean II, seigneur du Pont-l'Abbé,

### Famille du Pont-l'Abbé

Armes de la Famille du Pont-l'Abbé : D'or au lion de gueules, armé et lampassé d'azur.

- Jean II du Pont-L'Abbé (1422 † 26 décembre 1478), seigneur du Pont-L'Abbé et de Rostrenen (du chef de sa femme), fils du précédent,

- Pierre du Pont-L'Abbé, dit Pierre IX de Rostrenen, seigneur du Pont-L'Abbé, de Rostrenen et du Ponthou, fils du précédent.

Par lettres patentes données à Amboise en décembre 1493, le sire du Pont et de Rostrenen est nommé baron par le roi.

## Barons du Pont et de Rostrenen

### Famille du Pont-l'Abbé
- Pierre du Pont-L'Abbé, dit Pierre IX de Rostrenen[1] (après 1443 † 28 juillet 1488 - Bataille de Saint-Aubin-du-Cormier), baron du Pont-L'Abbé, de Rostrenen et du Ponthou, il demande en 1483 l'érection de l'église seigneuriale en collégiale, ce que lui accorde, par bulle pontificale du 27 août 1483, le pape Sixte IV

- Jean III du Pont-L'Abbé[2] ( † mai 1508), baron du Pont-L'Abbé et de Rostrenen, fils du précédent

- Louise du Pont-L'Abbé ( † 1526), héritière du Pont-L'Abbé et de Rostrenen, fille du précédent

À la mort de la dernière baronne, la baronnie fait retour à Gilette du Chastel, cousine de la précédente.

### Famille du Chastel

Armes de la Famille du Chastel : Fascé d'or et de gueules de six pièces (Sceau de 1274).

- Gilette du Chastel, héritière du Pont-L'Abbé, de Rostrenen, de Crépon et de Langon,
mariée le 7 février 1517 à Charles Ier du Quélennec, vicomte du Faou.

### Maison du Quélennec

Armes de la maison du Quélennec : D'hermine, au chef de gueules chargé de trois fleurs-de-lis d'or.

- Charles Ier du Quélennec, vicomte du Faou, baron du Pont-L'Abbé et de Rostrenen du chef de sa femme, seigneur de La Roche-Helgomarc'h,

- Jean VI du Quélennec (né vers 1520), baron du Pont et de Rostrenen, vicomte du Faou et de Coëtmeur, fils du précédent,

- Charles de Quélennec, dit de Soubise (1548 † Assassiné le 24 août 1572 - Paris, pendant les Massacres de la Saint-Barthélémy peu après celui de l'Amiral de Coligny), vicomte du Faou, baron du Pont, et de Rostrenen, fils du précédent,

Après avoir soutenu quatre sièges dirigés par le duc de Mercœur, le château de Rostrenen est pris par les Royaux en 1592, puis repris le 29 mai 1593 par Don Juan d'Aguila pour le compte du duc de Mercœur (il soutient 4 sièges dirigés par le duc de Mercœur) et incendié avant d'être rasé en 1601 par ordre de Henri IV.

### Famille de Beaumanoir, branche du Besso

Armes de la Famille de Beaumanoir, Branche du Besso : Écartelé: aux 1 et 4, d'azur, à onze billettes d'argent, 4, 3 et 4 ; aux 2 et 3, d'or à trois chevrons de sable (Besso).

- Toussaint de Beaumanoir (1554 - Jugon † 12 mars 1590), vicomte du Besso, baron du Pont, et de Rostrenen, cousin du précédent,

- Hélène de Beaumanoir, vicomtesse du Besso, baronne du Pont et de Rostrenen, fille du précédent,
mariée le 16 janvier 1599 à René de Tournemine ( † février 1607), seigneur de La Hunaudaye, Lieutenant général en Bretagne, il sera blessé en 1606 lors d'un duel avec son cousin Toussaint de Guémadeuc qui y laissa la vie, sans postérité,
mariée le 12 août 1609 à Charles de Cossé-Brissac, marquis d'Acigné, sans postérité,

### Famille de Guémadeuc

Armes de la Famille de Guémadeuc : De sable au léopard d'argent, accompagné de six coquilles de même, 3, 3.

- Thomas II de Guémadeuc (1586 † 17 septembre 1617 - Place de Grève, Paris), marquis de Guémadeuc, baron du Pont-l'Abbé, et de Rostrenen, cousin de la précédente,

- Marie Françoise de Guémadeuc, baronne du Pont-l'Abbé et de Rostrenen, fille du précédent,
mariée le 29 juin 1626 à François de Vignerot de Pontcourlay, marquis de Pontcourlay, Gouverneur du Havre et du Pays de Caux, Général des galères, neveu du Cardinal de Richelieu,
mariée en 1647 à Charles de Grivel de Gamache ( † Assassiné en décembre 1658 - Paris), comte d'Orouër, baron consort du Pont-l'Abbé, gouverneur de Fougères,

Le 25 novembre 1670 Florimonde de Keradreux, dame douairière du Crosco, fille de Claude (né le 11 août 1602 - Lanouée), écuyer, seigneur de Keradreux, des Aulnays, Quélen, Lesmays (marié le 2 janvier 1622 à Ambroise de Lesmais), fut mise en possession de Rostrenen comme héritière d'Hélène de Beaumanoir,

### Famille de Keradreux

Armes de la Famille de Keradreux : D'argent à trois léopards d'azur (2 et 1).

- Florimonde de Keradreux (1637 † 14 juillet 1700 - Saint-Germain, Rennes), dame héritière des Aulnays, dame douairière du Crosco, baronne héritière de Rostrenen,
mariée le 10 mars 1655 (chapelle des Aulnays, Lanouée) à Louis François de Lantivy ( † septembre 1668), seigneur du Coscro, conseiller au Parlement de Bretagne,

### Famille de Lantivy, branche de Coscro

Armes de la Famille de Lantivy : De gueules à l'épée d'argent en pal, la pointe en bas.

- Louis François de Lantivy ( † septembre 1668), seigneur du Coscro, conseiller au Parlement de Bretagne,
marié le 10 mars 1655 (chapelle des Aulnays, Lanouée) à Florimonde de Keradreux (1637 † 14 juillet 1700 - Saint-Germain, Rennes), dame héritière des Aulnays, dame douairière du Crosco, baronne héritière de Rostrenen, dont :
Claude-François,
une fille,
Jeanne Hiéronyme (née le 28 août 1660 - Lanouée),
mariée le 16 novembre 1684 à Gabriel (3 novembre 1655 - Lanloup † après le 13 novembre 1714 - Lanloup), seigneur de Lanloup,

- Claude-François de Lantivy du Coscro (1656 - Lanouée † 2 septembre 1689), seigneur du Coscro, baron de Rostrenen, conseiller au Parlement de Bretagne, 
marié (contrat de mariage) le 22 novembre 1681 à Anne-Charlotte L'Evêque, dame héritière de Langourla, dont :
un fils,
Florimonde-Renée,

- Florimonde-Renée de Lantivy du Coscro ( † 15 mai 1748), dame héritière du Coscro, baronne héritière de Rostrenen, marquise du Plessis-Bellière du chef de son mari, Dame des Isles, des Aulnaix, Caradreux, Ménorval et autres lieux,
mariée le 2 février 1705 à Jean Gilles de Rougé du Plessis-Bellière (1681 † tué le 11 juin 1707 au siège de Saragosse), 4e marquis du Plessis-Bellière, marquis du Fay, colonel d'infanterie, dont :
Innocente Catherine,
Louis de Rougé du Plessis-Bellière (18 décembre 1705 † 24 juillet 1732 à Vienne-le-Châtel (Champagne)), 5e marquis du Plessis-Bellière, marquis du Fay, baron de Vienne-le-Château, Colonel de Vexin-Infanterie,
marié le 21 janvier 1722 en la chapelle de l'Hôtel de Luynes à Marie Thérèse d'Albert d'Ailly (1709 † 1765), dont :
Louis-Bonabes, mort jeune,
François-Charles, mort jeune,
Marie Anne Louise (née le 19 juin 1726 à Paris),

Les statues de Saint Louis et de Sainte Catherine élevées dans la collégiale de Rostrenen passent pour être les portraits de Louis et de Innocente Catherine, enfants de Jean Gilles et de Florimonde de Lantivy, baronne de Rostrenen au XVIIIe siècle.

### Maison de Rougé

Armes de la maison de Rougé : De gueules à la croix pattée et alésée d'argent.

- Innocente Catherine de Rougé du Plessis-Bellière (28 décembre 1707 † 17 février 1794), baronne héritière de Rostrenen, marquise de Coëtanfao, marquise de Faÿ-lès-Nemours, duchesse d'Elbeuf, princesse de Lorraine, princesse du Saint-Empire (1747), elle adopte en 1761 ses neveux Bonabes, marquis de Rougé et François Pierre Olivier, comte de Rougé et du Plessis-Bellière, à la mort de leurs parents,
mariée le 2 mai 1729 à Jean Sébastien de Kerhoant ( † 9 avril 1744), marquis de Coëtanfao, Brigadier des armées du roi et gouverneur de Morlaix,
mariée en 1747 au prince du Saint Empire Emmanuel Maurice de Lorraine,

### Maison de Guise

Armes des ducs d'Elbeuf

- Emmanuel Maurice d'Elbeuf (20 décembre 1677 † 17 juillet 1763), duc d'Elbeuf de la maison de Guise, comte de Lillebonne, comte de Rieux, et baron d'Ancenis, et baron de Rostrenen du chef de sa femme,

## Épilogue
L'ancien château, du XVIIIe siècle, édifié à la demande de la duchesse d'Elbeuf, baronne de Rostrenen pour remplacer celui détruit en 1601 (et mentionné dans un aveu de 1546 avec donjon)  est habité jusqu'à la Révolution par les derniers barons de Rostrenen.
Il servira ensuite de prison, de gendarmerie, d'hôpital pour les forçats (prisonniers politiques) qui creusent le Canal de Nantes à Brest, d'école de filles, de Kommandatur, avant d'être démoli en 1951 et remplacé par la poste actuelle ;

## Sources et bibliographie
- Hervé & Yann TORCHET, Réformation des fouages de Cornouaille de 1426, 2002, 280 p., XL pl.,
- Pol POTIER de COURCY, Nobiliaire et armorial de Bretagne, 2000, 517 p. 8ère éd.
- Pierre Le BAUD, Histoire de Bretagne, avec les chroniques des maisons de Vitré, et de Laval par Pierre Le Baud, chantre et chanoine de l'eglise collegiale de Nostre-Dame de Laval, tresorier de la Magdelene de Vitré, conseiller & aumosnier d'Anne de Bretagne reine de France. Ensemble quelques autres traictez servans à la mesme histoire. Et un recueil armorial contenant par ordre alphabetique les armes & blazons de plusieurs anciennes masions de Bretagne. Comme aussi le nombre des duchez, principautez, marquisats, & comtez de cette province. Le tout nouvellement mis en lumiere, tiré de la bibliotheque de monseigneur le marquis de Molac, & à luy dédié: par le sieur d'Hozier, gentil-homme ordinaire de la Maison du roy, & chevalier de l'ordre de sainct Michel, 1638, [36], 537, [3], 217, [33] p.,
- René COUFFON, "Quelques notes sur Lanloup", BMSECN, 1924, t. LVI, p. 35-104,
- Jérôme FLOURY & Eric LORANT, Catalogue généalogique de la Noblesse bretonne, d'après la réformation de la noblesse 1668-1672 et les arrêts de l'Intendance du Conseil et du Parlement, 2000, III t.